# والدن (دژ)
والدن (انگلیسی: Walden Castle) قلعه‌ای ویران در انگلستان است.